# Federația Internațională de Istorie și Statistică a Fotbalului
Federația Internațională de Istorie și Statistică a Fotbalului (engleză International Federation of Football History & Statistics), abreviat IFFHS, este o organizație care duce evidența și cronicile fotbalului. Ea a fost fondată pe 27 martie 1984 la Leipzig de Dr. Alfredo Pöge cu acordul secretarului general al FIFA de atunci, Dr. Helmut Käser. IFFHS a fost stabilită pe Al-Muroor Street 147, Abu Dhabi o perioadă, dar în 2010, s-a mutat în Bonn, Germania.

## Clasamentul mondial al cluburilor
Începând din 1991 IFFHS produce și publică un clasament mondial al cluburilor.
Calculele se fac în baza performanței înregistrate în ultimile 12 luni de echipe în competițiile oficiale continentale, intercontinentale, din campionatul național și cea mai importantă cupă locală (națională), din ea incluzând doar fazele mai sus de 1/16.
Toate țările sunt repartizate în patru nivele, în baza valorii campionatului național. Cluburi din cele mai puternici ligi primesc 4 puncte pentru fiecare meci câștigat, 2 pentru egal și 0 pentru înfrângere. Celor din nivelul 2 le sunt acordate 3 puncte (victorie), 1.5 (egal) și 0 (pierdere), și așa mai departe cu următoarele nivele inferioare.
În competițiile continentale, toate cluburile primesc același cuantum de puncte în toate fazele, indiferent de apratenența la liga națională. Totuși Liga Campionilor UEFA și Copa Libertadores dau mai multe puncte decât UEFA Europa League și Copa Sudamericana, respectiv. Sistemul de alocare a punctelor este încă mai scăzut pentru competițiile continentale ale AFC, CAF, CONCACAF și OFC. Competițiile dintre două continente sunt evaluate conform importanței lor. Competițiile ce nu sunt organizate de o confederație continentală, sau orice evenimente nerecunoscute de FIFA, nu sunt luate în considerație.

### Criterii
| Competiția                      | Puncte pentru victorie | Puncte pentru remiză |
| ------------------------------- | ---------------------- | -------------------- |
| Campionat național în Nivelul 4 | 4.00                   | 2.00                 |
| Campionat național în Nivelul 3 | 3.00                   | 1.50                 |
| Campionat național în Nivelul 2 | 2.00                   | 1.00                 |
| Campionat național în Nivelul 1 | 1.00                   | 0.50                 |

| Competiția                                           | Puncte pentru victorie | Puncte pentru remiză |
| ---------------------------------------------------- | ---------------------- | -------------------- |
| Liga Campionilor UEFA                                | 14.0                   | 7.0                  |
| UEFA Europa League                                   | 12.0                   | 6.0                  |
| Copa Libertadores                                    | 14.0                   | 7.0                  |
| Copa Sudamericana                                    | 12.0                   | 6.0                  |
| Liga Campionilor CAF                                 | 9.0                    | 4.5                  |
| Cupa CAF                                             | 7.0                    | 3.5                  |
| Liga Campionilor AFC                                 | 9.0                    | 4.5                  |
| Cupa AFC                                             | 7.0                    | 3.5                  |
| Liga Campionilor CONCACAF                            | 9.0                    | 4.5                  |
| Liga Campionilor OFC                                 | 5.0                    | 2.5                  |
| Campionatul Mondial al Cluburilor FIFA (semi-finale) | 14.0                   | 7.0                  |
| Campionatul Mondial al Cluburilor FIFA (finala)      | 21.0                   | 10.5                 |

### Clasamanetul actual
| Poziția | Echipa                   | Confederația | Puncte |
| ------- | ------------------------ | ------------ | ------ |
| 1       | Bayern München           | UEFA         | 438.0  |
| 2       | Atletico Madrid          | UEFA         | 384.0  |
| 3       | Real Madrid              | UEFA         | 362.0  |
| 4       | Fc Barcelona             | UEFA         | 327.0  |
| 5       | Manchester City          | UEFA         | 283.0  |
| 6       | Boca Juniors             | CONMEBOL     | 278.0  |
| 7       | Paris Saint Germain      | UEFA         | 259.0  |
| 8       | Juventus                 | UEFA         | 241.0  |
| 9       | Borussia Dortmund        | UEFA         | 240.0  |
| 10      | São Paulo                | CONMEBOL     | 230.0  |
| 11      | Chelsea FC               | UEFA         | 223.0  |
| 12      | Fluminense               | CONMEBOL     | 222.0  |
| 13      | Arsenal                  | UEFA         | 220.0  |
| 14      | Fenerbahçe               | UEFA         | 216.0  |
| 14      | Lazio                    | UEFA         | 216.0  |
| 16      | Inter Milano             | UEFA         | 215.0  |
| 17      | Bayer Leverkusen         | UEFA         | 214.0  |
| 18      | Corinthians              | CONMEBOL     | 210.0  |
| 19      | Manchester United        | UEFA         | 205.0  |
| 19      | Borussia Mönchengladbach | UEFA         | 205.0  |
| 19      | Club Libertad            | CONMEBOL     | 205.0  |
| 22      | ȚSKA Moscova             | UEFA         | 203.0  |
| 23      | Gremio                   | CONMEBOL     | 202.0  |
| 24      | Santos                   | CONMEBOL     | 201.0  |
| 25      | Liverpool                | UEFA         | 200.0  |
| 26      | FC Viktoria Plzeň        | UEFA         | 193.5  |
| 27      | Valencia                 | UEFA         | 193.0  |
| 28      | FC Schalke 04            | UEFA         | 192.0  |
| 29      | VfL Wolfsburg            | UEFA         | 191.5  |
| 30      | Bordeaux                 | UEFA         | 190.0  |
| 30      | Málaga                   | UEFA         | 190.0  |
| 30      | Ulsan Hyundai            | AFC          | 190.0  |
| 30      | Gent                     | UEFA         | 190.0  |
| 34      | Sociedad Deportivo       | CONMEBOL     | 189.5  |
| 35      | Vélez Sarsfield          | CONMEBOL     | 189.0  |
| 36      | Hertha BSC               | UEFA         | 187.0  |
| 37      | Tottenham                | UEFA         | 186.0  |
| 38      | Tigre                    | CONMEBOL     | 182.0  |
| 39      | Club Sport Emelec        | CONMEBOL     | 179.5  |
| 40      | Milan                    | UEFA         | 179.0  |
| 40      | Anderlecht               | UEFA         | 179.0  |

-	
Last updated: 14 May 2013 - Current Standings

### Echipa anului
Următorul table prezintă echipele ce au terminat primele în top în fiecare an începând cu 1991:
- 1991 -  Roma[8]
- 1992 -  Ajax[9]
- 1993 -  Juventus[10]
- 1994 -  Bayern München[11]
- 1995 -  Milan[12]
- 1996 -  Juventus[13]
- 1997 -  Barcelona[14]
- 1998 -  Internazionale[15]
- 1999 -  Manchester United[16]
- 2000 -  Real Madrid[17]
- 2001 -  Bayern München[18]
- 2002 -  Real Madrid[19]
- 2003 -  Milan[20]
- 2004 -  Valencia[21]
- 2005 -  Liverpool[22]
- 2006 -  FC Barcelona  content://media/external/file/28944[23]
- 2007 -  Sevilla[24]
- 2008 -  Manchester United[25]
- 2009 -  Barcelona[26]
- 2010 -  Bayern München[27]
- 2011 -  Bayern München[28]
- 2012 -  Bayern München

IFFHS recunoaște aceste cluburi ca Echipă a anului și le premiază cu un trofeu de aur și un certificat în cadrul Galei Fotbalului.

### Echipa lunii
În același context, din ianuarie 2000 IFFHS desemnează echipa cu cele mai bune performanțe pe durata unei luni ca fiind Echipa lunii.

### Clasamanetul mondial al cluburilor All-Time
| Poziția | Echipa              | Puncte |
| ------- | ------------------- | ------ |
| 1       | Barcelona           | 807    |
| 2       | FC Bayern München   | 767    |
| 3       | Real Madrid         | 702    |
| 3       | Juventus            | 623    |
| 5       | AC Milan            | 620    |
| 6       | Internazionale      | 605    |
| 7       | Manchester United   | 599    |
| 8       | Arsenal             | 594    |
| 9       | River Plate         | 503    |
| 10      | Chelsea             | 491    |
| 11      | Liverpool           | 455    |
| 12      | Porto               | 447    |
| 13      | Roma                | 445    |
| 14      | Ajax                | 421    |
| 15      | Boca Juniors        | 420    |
| 16      | Valencia            | 398    |
| 17      | Parma               | 373    |
| 18      | São Paulo           | 368    |
| 19      | Rangers             | 364    |
| 20      | Lazio               | 342    |
| 21      | Lyon                | 339    |
| 22      | Atlético Madrid     | 319    |
| 23      | Werder Bremen       | 317    |
| 24      | Borussia Dortmund   | 285    |
| 25      | Paris Saint-Germain | 284    |

Actualizat 31 decembrie 2009 - Current Standings

## Cluburile continentale ale secolului XX
În 2009, IFFHS a prezentat rezultatele unui studiu statistic care a determinat cele mai bune echipe continentale din secolului al XX-lea.
Basându-se pe o serie de criterii în studiul statistic, IFFHS a desemnat 6 echipe ca fiind "echipa continetală a secolului". Aceste cluburi au fost premiate cu un trofeu de aur și un certificat în cadrul Galei Fotbalului Mondial de la Fulham, Londra, 11 mai 2010.
| Regiunea                    | Echipa          |
| --------------------------- | --------------- |
| Europa                      | Real Madrid     |
| America de Sud              | Peñarol         |
| Africa                      | Asante Kotoko   |
| Asia                        | Al-Hilal        |
| America de Nord și Centrală | Saprissa        |
| Oceania                     | South Melbourne |

## Cele mai puternice campionate naționale din lume

### Clasamente 1991–2012
| An   | Poz. | Liga             | Puncte  |
| ---- | ---- | ---------------- | ------- |
| 1991 | 1    | Serie A          | 1,382.5 |
| 1991 | 2    | La Liga          | 1,069.0 |
| 1991 | 3    | Premier League   | 1,059.0 |
| 1992 | 1    | Serie A          | 1,342.5 |
| 1992 | 2    | La Liga          | 1,145.5 |
| 1992 | 3    | Eredivisie       | 941.5   |
| 1993 | 1    | Serie A          | 1,577.5 |
| 1993 | 2    | La Liga          | 1,171.0 |
| 1993 | 3    | Bundesliga       | 1,046.5 |
| 1995 | 1    | Serie A          | 1,345.0 |
| 1995 | 2    | Division 1       | 1,067.5 |
| 1995 | 3    | La Liga          | 1,030.0 |
| 1996 | 1    | Serie A          | 1,119.0 |
| 1996 | 2    | La Liga          | 1,037.0 |
| 1996 | 3    | Division 1       | 1,008.0 |
| 1997 | 1    | Bundesliga       | 1,209.0 |
| 1997 | 2    | Serie A          | 1,181.0 |
| 1997 | 3    | La Liga          | 1,120.0 |
| 1998 | 1    | Serie A          | 1,276.0 |
| 1998 | 2    | Série A          | 1,198.0 |
| 1998 | 3    | La Liga          | 1,096.0 |
| 1999 | 1    | Serie A          | 1,163.0 |
| 1999 | 2    | La Liga          | 1,145.0 |
| 1999 | 3    | Premier League   | 1,134.0 |
| 2000 | 1    | La Liga          | 1,215.0 |
| 2000 | 2    | Bundesliga       | 1,116.0 |
| 2000 | 3    | Serie A          | 1,051.0 |
| 2001 | 1    | La Liga          | 1,267.0 |
| 2001 | 2    | Premier League   | 1,176.0 |
| 2001 | 3    | Serie A          | 1,013.0 |
| 2002 | 1    | La Liga          | 1,209.0 |
| 2002 | 2    | Premier League   | 1,183.0 |
| 2002 | 3    | Serie A          | 1,119.0 |
| 2003 | 1    | Serie A          | 1,180.0 |
| 2003 | 2    | Bundesliga       | 1,107.0 |
| 2003 | 3    | Premier League   | 1,052.0 |
| 2004 | 1    | La Liga          | 1,189.0 |
| 2004 | 2    | Premier League   | 1,184.0 |
| 2004 | 3    | Serie A Série A  | 1,010.0 |
| 2005 | 1    | Premier League   | 1,207.0 |
| 2005 | 2    | Serie A          | 1,137.0 |
| 2005 | 3    | Bundesliga       | 995.0   |
| 2006 | 1    | Bundesliga       | 1,182.0 |
| 2006 | 2    | La Liga          | 1,168.0 |
| 2006 | 3    | Premier League   | 1,125.0 |
| 2007 | 1    | Premier League   | 1,171.0 |
| 2007 | 2    | La Liga          | 1,074.0 |
| 2007 | 3    | Serie A          | 1,027.0 |
| 2008 | 1    | Premier League   | 1,192.0 |
| 2008 | 2    | Bundesliga       | 1,031.0 |
| 2008 | 3    | Primera División | 1,020.0 |
| 2009 | 1    | Bundesliga       | 1,187.0 |
| 2009 | 2    | La Liga          | 1,077.0 |
| 2009 | 3    | Premier League   | 1,031.0 |
| 2010 | 1    | La Liga          | 1,092.0 |
| 2010 | 2    | Premier League   | 1,039.0 |
| 2010 | 3    | Bundesliga       | 1,021.0 |
| 2011 | 1    | Bundesliga       | 1,194.0 |
| 2011 | 2    | Premier League   | 1,103.0 |
| 2011 | 3    | La Liga          | 889.0   |
| 2012 | 1    | Bundesliga       | 1,283.0 |
| 2012 | 2    | Série A          | 1,057.0 |
| 2012 | 3    | La Liga          | 1,037.0 |

Last updated in 10 January 2013 - Current Ranking

### Clasament
| Poziția | Liga                         | Puncte |
| ------- | ---------------------------- | ------ |
| 1       | La Liga                      | 1483.0 |
| 2       | Bundesliga                   | 1472.0 |
| 3       | Premier League               | 1457.0 |
| 4       | Serie A                      | 1034.0 |
| 5       | Série A                      | 1007.0 |
| 6       | Primera División Argentina   | 919.0  |
| 7       | Ligue 1                      | 880.0  |
| 8       | Eredivisie                   | 738.0  |
| 9       | Primera División de Paraguay | 712.5  |
| 10      | Primera División de Chile    | 711.5  |
| 11      | Premier Liga                 | 705.0  |
| 12      | Prima Divizie Belgiană       | 694.0  |
| 13      | Serie A                      | 688.0  |
| 14      | Superliga României           | 310.0  |
| 15      | K-League                     | 653.0  |
| 15      | Süper Lig                    | 653.0  |
| 17      | Superleague                  | 645.5  |
| 18      | Primeira Liga                | 633.5  |
| 19      | Premier League               | 626.0  |
| 20      | Primera División             | 614.5  |
| 21      | Categoría Primera A          | 589.0  |
| 21      | Gambrinus liga               | 589.0  |
| 23      | Super League                 | 560.0  |
| 24      | Premier League               | 523.0  |
| 25      | Primera División             | 493.0  |
| 26      | Superliga                    | 487.5  |
| 27      | J. League                    | 481.5  |
| 28      | Professional League          | 475.5  |
| 29      | First Division               | 470.0  |
| 30      | Tippeligaen                  | 456.0  |
| 31      | Primera División             | 445.5  |
| 32      | Prva HNL                     | 414.5  |
| 33      | Allsvenskan                  | 404.0  |
| 34      | Divizia Națională            | 403.0  |
| 35      | Premier League               | 401.0  |
| 36      | Pro League                   | 393.5  |
| 37      | MLS                          | 388.5  |
| 38      | La-Liga                      | 387.0  |
| 39      | Premier League               | 385.0  |
| 40      | PrvaLiga                     | 385.0  |

Actualizat 12 ianuarie 2013 -

## Cel mai popular fotbalist din lume
Începând din 2006, IFFHS oferă un premiu celui mai popular fotbalist din lume care e selectat în baza unui voting online ce are loc pe site-ul web al IFFHS.
| An   | Nume                 | Club             |
| ---- | -------------------- | ---------------- |
| 2006 | Steven Gerrard       | Liverpool        |
| 2007 | Mohamed Aboutrika    | Al-Ahly          |
| 2008 | Mohamed Aboutrika    | Al-Ahly          |
| 2009 | Carlos Alberto Pavón | Real España      |
| 2010 | Farhad Majidi        | Esteghlal        |
| 2011 | Eduardo Vargas       | Club Universidad |
| 2012 | Henrikh Mkhitaryan   | Șahtior Donețk   |
| 2013 | Thomas Müller        | Bayern München   |
| 2014 | Arjen Robben         | Bayern München   |

## Cel mai bun antrenor de club din lume
Carlo Ancelloti, Pep Guardiola si Luiz Enrique

## Cel mai bun portar din lume
Manuel Neuer Bayern Munich 2011-2016